# ホルガー・クラフォード

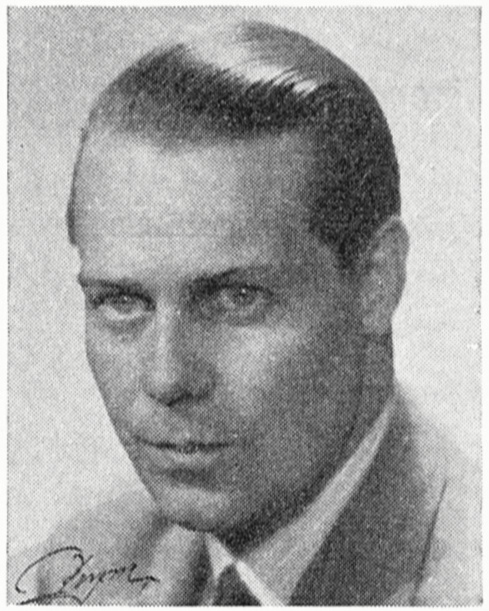

ホルゲル・クラフォード（Holger Crafoord [ˌhɔlːgəɹ ˈkrafːɔɖ], 1908年6月25日 - 1982年5月21日）は、スウェーデンの発明家で、人工腎臓を発明した。1980年に彼の妻アンナ＝グレタ・クラフォードと共に、クラフォード賞を設立した。